# Vlaamse Cultuurprijs voor Lokaal Cultuurbeleid
De Vlaamse Cultuurprijs voor Lokaal Cultuurbeleid is een van de Vlaamse Cultuurprijzen die door de Vlaamse overheid wordt toegekend. De prijs werd ingesteld in 2003. De winnaar ontvangt een geldprijs van €10.000 en een bronzen beeldje van de kunstenaar Philip Aguirre.

## Laureaten
- 2010: Brugge plus vzw
- 2011: Stad Genk
- 2012: Muntpunt
- 2013: Circa
- 2015: Comeet